# Ombrotrofie

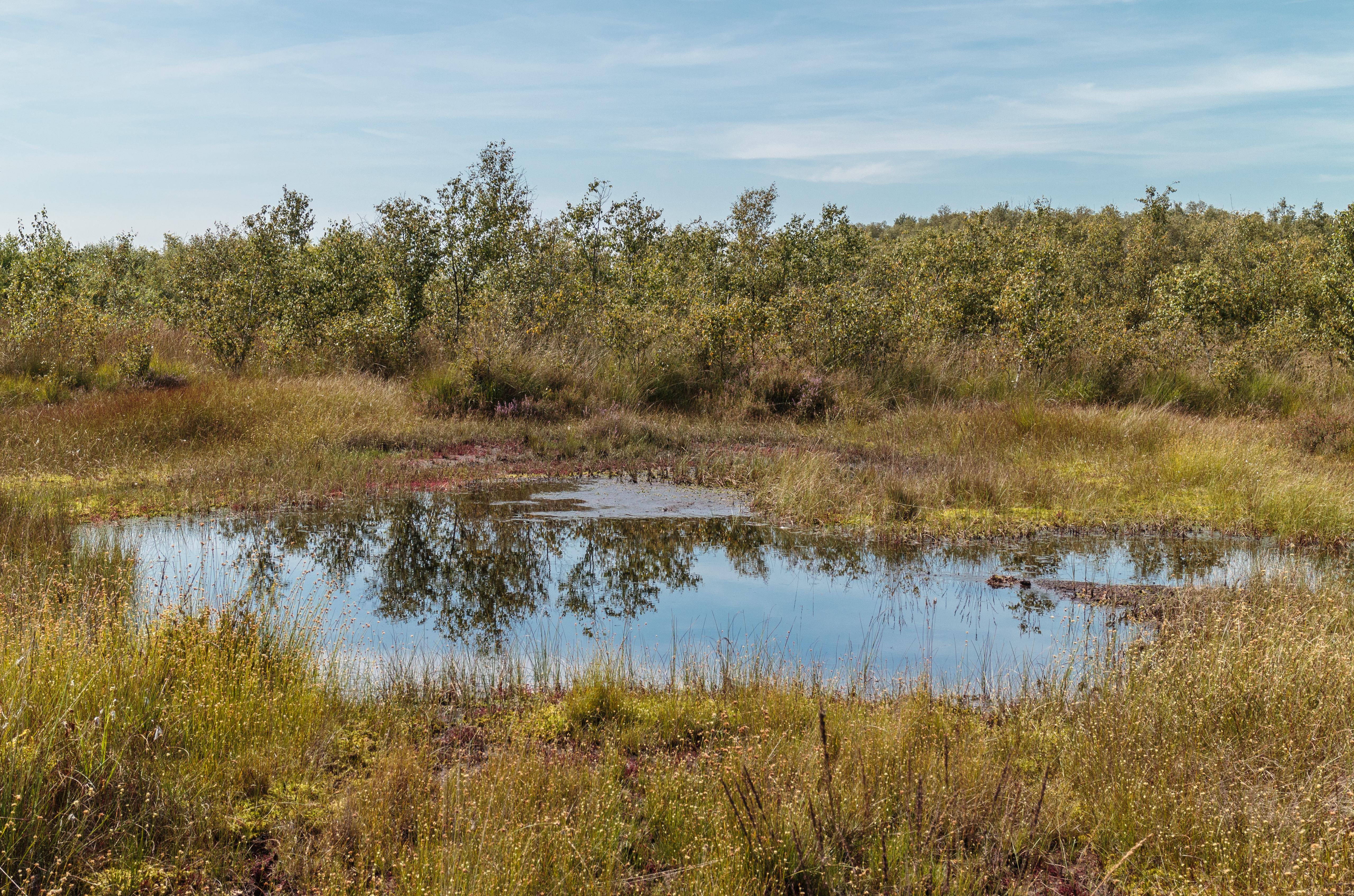
Ombrotrafente venvegetatie in het Bargerveen

Ombrotrofie is een begrip uit de ecologie waarmee men een toestand bedoelt waarbij een organisme, levensgemeenschap of ecosysteem voor de watervoorziening, en daarmee doorgaans ook de nutriënten, volledig afhankelijk is van neerslag en niet van een rivier, beek, zee of oceaan.
Wanneer in een milieu of standplaats sprake is van ombrotrofie dan is het ombrotroof. Wanneer een organisme of levensgemeenschap is aangewezen tot een ombrotroof milieu (en dit dus als habitat nodig heeft) is het ombrotrafent.

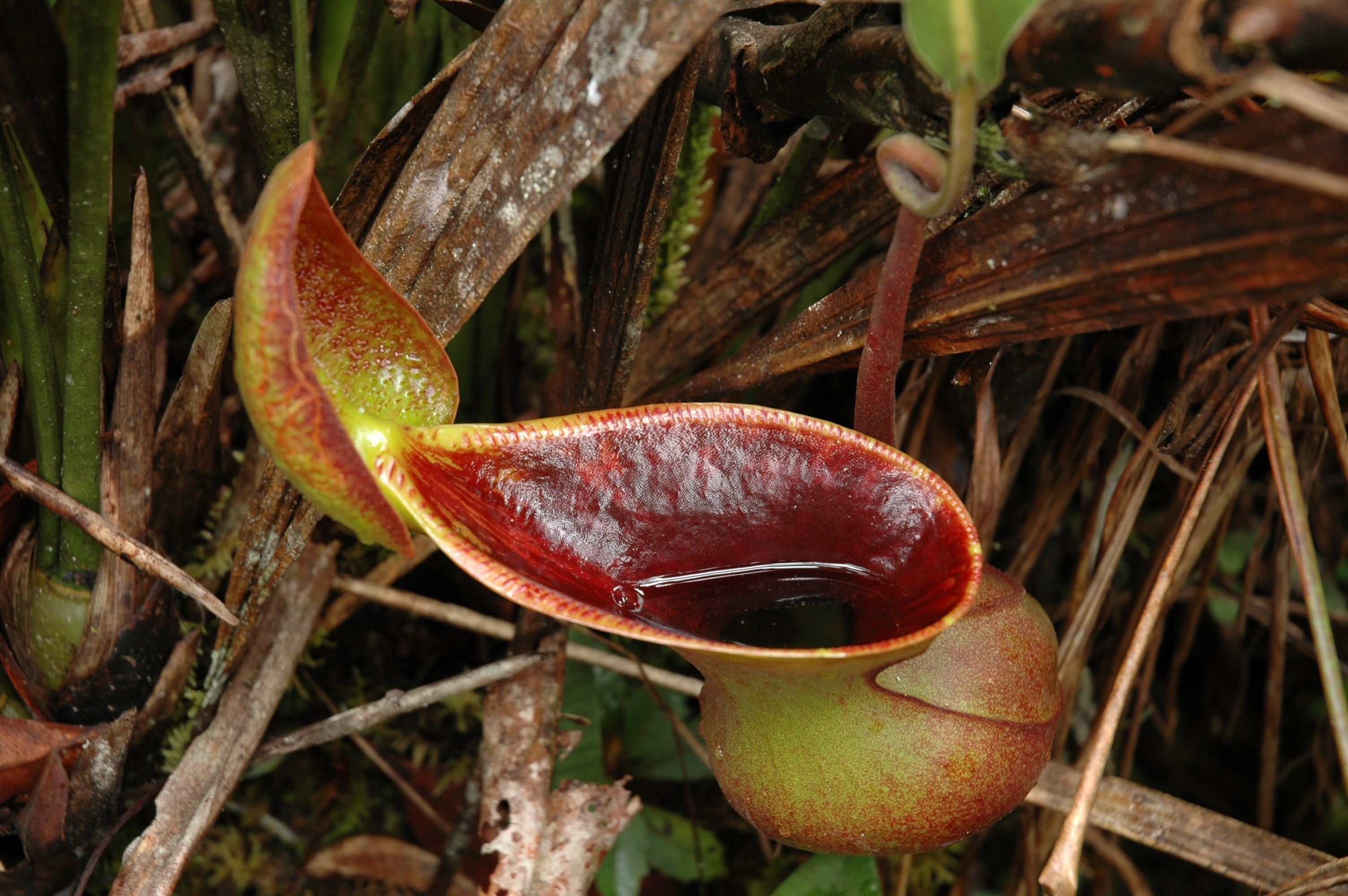
Nepenthes lowii, een zeldzame, ombrotrafente vleesetende plant.

## Etymologie
Het woord 'ombrotrofie' is afgeleid van het Griekse ὄμβρος (ómvros) dat regen betekent en τροφή (trofí) dat voeding betekent.

## Fotogalerij

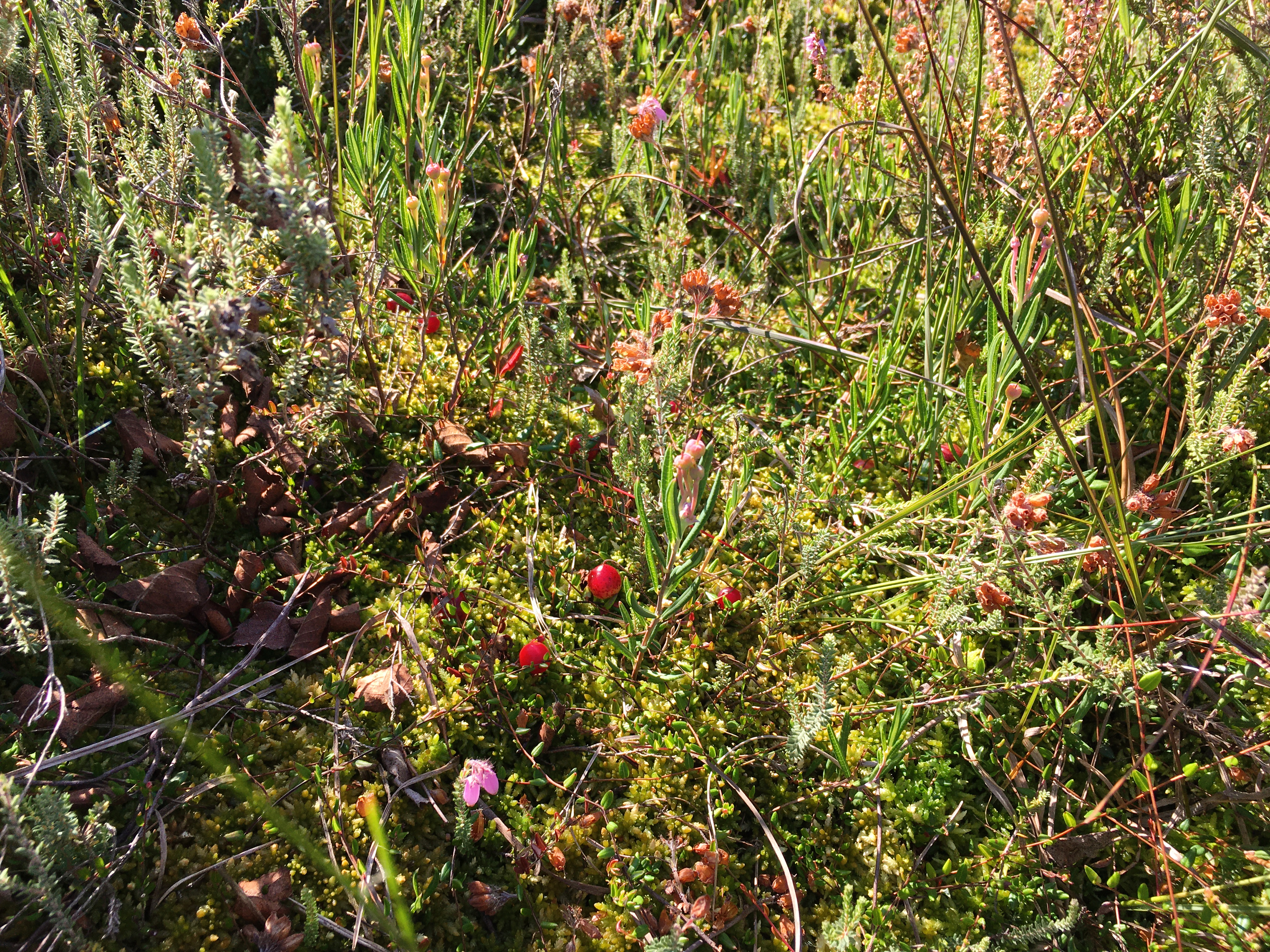
Close-up van de associatie van gewone dophei en veenmos